# Умберто Еко
Умберто Еко (на италиански: Umberto Eco) е италиански писател, философ-семиотик и медиевист.
Най-известен е със своите романи и есета. Автор е на литературните класики „Името на розата“, „Махалото на Фуко“ и „Баудулино“. Романите му са преведени на над 30 езика и са продадени в 10 млн. екземпляра.

## Биография
Роден е на 5 януари 1932 г. в Алесандрия, в италианската провинция Пиемонт. Баща му е счетоводител и е мобилизиран по време на войните през 1930-те и 1940-те години. По време на Втората световна война с майка си Джована живее в малко планинско село. След войната учи средновековна философия и литература в Торинския университет и се дипломира с работа върху Тома Аквински през 1954 г.
През следващите години Умберто Еко работи като културен редактор в RAI, където се сприятелява с група авангардни художници, музиканти и писатели. През 1956 г. публикува първата си книга „Il Problema Estetico di San Tommaso“, разширение на докторската му дисертация, и започва да преподава в университета в Торино. След 1964 г. преподава във Флоренция и Милано, става професор в Болонския университет през 1971 г.
Умира от рак на 19 февруари 2016 г. в дома си в Милано на 84-годишна възраст. Тялото му е кремирано. 

## Семиотика
| „ | Семиотиката поначало е дисциплина, която изследва всичко, което може да бъде използвано, за да се лъже. | “ |

Семиотиката заема централно място в заниманията на Еко от средата на 70-те години до края на века. За по-ранните си работи той казва: „В моите пред-семиотични трудове, като Отворената творба, бях силно вдъхновяван от феноменологията, от Хусерл до Мерло-Понтии, от психологията на перцепцепцията, от транзакционалистите до Пиаже“.
През следващите години той посвещава на семиотиката редица трудове, съдържащи всеки път главно синтез и популяризация, и не собствен принос. Но дори и така интересите му търпят известна еволюция. Доста от рано той се ориентира към прагматистки вдъхновени схващания, следващи Чарлс Пърс. Това го отличава от европейската традиция, която се придържа повече към постановките на Фердинанд дьо Сосюр. Основното различие е, че при нея изследователите изхождат от понятието за знак, което се счита предзададено и то като артефакт на културата. Прагматисткият подход отказва да предрешава въпроса, дали нещо е знак или не, и изхожда от по-неясното понятие за семиозис и респективно – означване. За така разбираната семиотика решаващият въпрос е доколко разглеждането и анализът на дадено явление като семиотично са резултатни и ползотворни. Виждане на практически всевъзможни явления като знаци, и най-вече допускането на „естествени знаци“, от Еко се приемат без специални уговорки. Разбираемо, неговата семиотиката лесно прераства, не само в обща културология, но и във всеобща наука за познанието.
В последните си книги (Кант и Птицечовката), аргументирайки се, че при сетивността вече е налице семиозис, Еко прави опит за сближаване на семиотиката с днешните когнитивни науки.

## В България
Домът на науките за човека и обществото в София провежда на 27 – 28 ноември 2004 г. международна научна конференция „Около Умберто Еко. Знаци, репрезентации, интерпретации – европейската културна идентичност“.
В София на 10 апил 2025 г. е открита книжарница „Умберто и Ко.“, в която е инсталирана (засега навярно единствената в света) статуя на Умберто Еко, дело на скулптора Борис Борисов.

## Доктор хонорис кауза
От 1985 г. Умберто Еко е отличен с над 30 титли доктор хонорис кауза от различни академични институции по света като Католическия университет в Льовен (1985), Университета Одензе в Дания (1986), Университета в Одеса (1986), Чикагския университет „Лойола“ (1987), Държавния университет на Ню Йорк (1987), Кралския колеж за изкуства в Лондон (1987), Университета „Браун“ (1988), Университета Париж-III: Нова Сорбона (1989), Лиежкия университет (1989), Софийския университет „Св. Климент Охридски“ (1990), Глазгоуския университет (1990), Мадридския университет Комплутенсе (1990), Университета на Кент в Кентърбъри (1992), Индианския университет (1993), Университета на Буенос Айрес (1994), Университета на Тел Авив (1994), Атинския университет (1995), Университета Лавренций в Канада (1995), Варшавския университет (1996), Тартуския университет (1996), Университета Санта Клара (1996), Академията за изящни изкуства във Варшава (1996), Университета „Овидий“ в Констанца (1996), Университета на Кастилия-Ла Манча (1997), Университета „Стендал“ в Гренобъл (1997), Московския държавен университет (1998), Свободния университет в Берлин (FUB) (1998), Университета на Квебек (UQAM) (2000), Open University (2001), Еврейския университет в Йерусалим (2002), Университета на Сиена (2002), Университета „Рутгерс“ (2002), Университета на Франш Конте в Безансон (2004), Университета за средиземноморски изследвания на Реджо ди Калабрия (2005), Университета на Любляна (2007), Университета в Упсала (2008), Севилския университет (2010), Университета Пантеон-Асас (2010), Университета на Бургос (2013) и Федералния университет на Рио Гранде в Порто Алегре (2014).
Пълният списък може да бъде намерен в неговата официална автобиография.
В завещанието си Умберто Еко е поискал след смъртта му, в течение на 10 години, да не бъдат организирани конференции, колоквиуми и пр. събития, посветени на творчеството му.

### Романи
- Il nome della rosa (1980)
Името на розата, София: Народна култура, 1985
- Il pendolo di Foucault (1988)
Махалото на Фуко, София: Народна култура, 1992
- L'isola del giorno prima (1994)
Островът от предишния ден, София: Бард, 2002
- Baudolino (2000)
Баудолино, София: Бард, 2003, 479 с.[15]
- La misteriosa fiamma della regina Loana (2004)
Тайнственият пламък на кралица Лоана, София: Бард, 2006
- Il cimitero di Praga (2010)
Пражкото гробище, София: Бард, 2011[16]
- Numero zero (2015)
Нулев брой, София: Бард, 2015. ISBN 978-954-655-579-3

### Есеистика
Областите във философията, в които пише Еко са предимно семиотика, лингвистика, естетика и морал
- Il problema estetico in San Tommaso (1956), после Il problema estetico in Tommaso d'Aquino (1970) (1988 – ново преработено издание)
- Filosofi in Libertà (1958), с Дедалус. Впоследствие вкл. в Il secondo diario minimo
- Opera Aperta. Forma e indeterminazione nelle poetiche contemporanee (1962), The Open Work (1989), англ. превод на изданието от 1976 г. плюс други есета.
- Diario minimo (1963)
- Apocalittici e integrati (1964)
- Le poetiche di Joyce. Dalla "Summa" al "Finnegans Wake" (1966)
- Appunti per una semiologia delle comunicazioni visive (1967), после в La struttura assente
- La struttura assente (1968; 1980)
- La definizione dell'arte (1968)
- Le forme del contenuto (1971)
- Documenti su il nuovo Medioevo (1972), с Франческо Алберони, Фурио Коломбо и Джузепе Сако
- Il segno (1973; 1980)
- Il costume di casa. Evidenze e misteri dell'ideologia italiana (1973)
- Eugenio Carmi. Una pittura di paesaggio? (1973)
- Trattato di semiotica generale (1975)  
Трактат по обща семиотика, София: Наука и изкуство, 1993
- Il superuomo di massa. Studi sul romanzo popolare (1976; 1978)
- Stelle & stellette. La via lattea mormorò (1976)
- Dalla periferia dell'impero (1977)
- Come si fa una tesi di laurea (1977) 
Как се пише дипломна работа, София: ИК „Александър Панов“, 1999
- Carolina Invernizio, Matilde Serao, Liala (1979), с други
- Lector in fabula (1979)
- De bibliotheca (1981)
- Postille al nome della rosa (1983)
- Sette anni di desiderio. [Cronache, 1977-1983] (1983)
- Semiotica e filosofia del linguaggio (1984) 
Семиотика и философия на езика, София: Наука и изкуство, 1993
- Sugli specchi e altri saggi (1985)
- Arte e bellezza nell'estetica medievale (1987)
- Lo strano caso della Hanau 1609 (1989)
- I limiti dell'interpretazione (1990)
- Interpretation and Overinterpretation (1992) – с Ричард Рорти, Джонатан Калър, Катрин Брук-Роуз
Интерпретация и свръхинтерпретация, София: Наука и изкуство, 1993
- Il secondo diario minimo (1992)
- La memoria vegetale (1992)
- La ricerca della lingua perfetta nella cultura europea (1993)
- Sei passeggiate nei boschi narrativi (1994) 
Шест разходки в горите на измислицата, София: Сиела, 2014
- In cosa crede chi non crede? (1996), с Карло Мария Мартини
- Cinque scritti morali (1997) 
Пет морални есета, София: Лик, 1999
- Kant e l'ornitorinco (1997) 
Кант и птицечовката: есета върху езика и възприятието, София: Дом на науките за човека, 2004
- Talking of Joyce (1998), с Либерато Санторо-Бриенца
- Gesammelte Streichholzbriefe (1998)
- Serendipities. Language and Lunacy (1998)
- Tra menzogna e ironia (1998)
- La bustina di Мinerva (2000) 
Кибритчета "Минерва" 1990-2000, София: Колибри, пр. Ина Кирякова, 2025
- Experiences in translation (2000)
- Riflessioni sulla bibliofilia (2001)
- Sulla letteratura (2002)
- Guerre sante, passione e ragione. Pensieri sparsi sulla superiorità culturale; Scenari di una guerra globale, in Islam e Occidente. Riflessioni per la convivenza (2002)
- Dire quasi la stessa cosa. Esperienze di traduzione (2003)
Да кажеш почти същото, София: Колибри, 2021 ISBN 978-619-02-0704-7[17][18]
- Sulla letteratura (2003)
- Storia della bellezza (2004)
История на красотата, София: Кибеа, 2006, представяне от Умберто Еко, в съавторство с Джироламо де Микеле.
- Il codice Temesvar (2005)
- A passo di gambero. Guerre calde e populismo mediatico (2006)
Връща ли се часовникът назад, София: Сиела, 2010. ISBN 978-954-28-0841-1
- La memoria vegetale e altri scritti di bibliofilia (2006)
- Sator Arepo eccetera (2006)
- Storia della bruttezza (2007)
- Dall'albero al labirinto: studi storici sul segno e l'interpretazione (2007)
- Vertigine della Lista (2008)
- Non sperate di liberarvi dei libri (2009)
Това не е краят на книгите, София: Enthusiast ISBN 978-954-2958-02-4, с Жан-Клод Кариер
- Costruire il nemico e altri scritti occasionali (2011)
Да сътворим врага и други писания по случайни поводи, София: Бард, 2013 ISBN 978-954-655-407-9
- Scritti sul pensiero medievale (2012)
Cредновековното мислене, София: Изток-Запад, 2018, ISBN 978-619-01-0217-5[19][20]
- Confessions of a young novelist (2011)
Изповедите на младия романист, София: Сиела, 2014 ISBN 978-954-28-1478-8[21]
- Storia delle terre e dei luoghi leggendari (2013)
История на легендарните места и земи, София: Изток-Запад, 2015, ISBN 978-619-152-646-8[22]
- Da dove si comincia? (2013), със Стфано Бартецаги
- Riflessioni sul dolore (2014)
- Pape, Satàn, Aleppe. Cronache di una società liquida (2015)
Хроники на едно течно общество, София: Колибри, 2020, ISBN 978-619-02-0701-6[23][24]
- Come viaggiare con un salmone (2016)
Как се пътува със сьомга. София: Колибри“, 2018
- Sulle spalle dei giganti (2017)
- Il fascismo eterno (2018), вече излязло в „Пет морални есета“

### Книги за деца
- La bomba e il generale (1966)
- I tre cosmonauti (1966)
- Gli gnomi di Gnu (1992)
- Tre racconti (2004)
Три приказки, София: Лист, 2020[25]
- La storia de „I promessi sposi“ (2010)
„Годениците“ преразказана от Умберто Еко. София: Сиела, 2013, 80 с. ISBN 978-954-28-1434-4